# Taeniophyllum calceolus
Taeniophyllum calceolus är en orkidéart som beskrevs av Cedric Errol Carr. Taeniophyllum calceolus ingår i släktet Taeniophyllum och familjen orkidéer. Inga underarter finns listade i Catalogue of Life.